# Muntiacus rooseveltorum
Il muntjak di Roosevelt (Muntiacus rooseveltorum Osgood, 1932) è una specie di muntjak endemica dei monti del Laos. Venne presentato per la prima volta agli occhi degli scienziati occidentali, nel 1929, al Field Museum di Chicago in seguito ad una spedizione di caccia guidata da Theodore Jr. e Kermit Roosevelt. L'olotipo presenta dimensioni inferiori a quelle del muntjak indiano e le analisi del DNA hanno dimostrato che si tratta di una specie geneticamente distinta da tutte le altre scoperte recentemente nel Sud-est asiatico. Negli ultimi anni vi sono state voci riguardanti una probabile «riscoperta» della specie, in seguito al ritrovamento di vari crani in possesso di alcuni abitanti dei villaggi dei Monti Truong Son (o Monti Annamiti), al confine tra Laos e Vietnam. In passato, si riteneva fosse una sottospecie di muntjak del Tenasserim separata dalla popolazione principale, diffusa più a sud-ovest, da vaste distese pianeggianti. Tuttavia, finché non saranno disponibili ulteriori prove, l'esatta posizione sistematica di M. rooseveltorum rimane incerta.

## Descrizione
Il muntjak di Roosevelt presenta dimensioni intermedie tra quelle del muntjak indiano (M. vaginalis; ca. 57 cm di altezza al garrese e 18 kg di peso) e del muntjak della Cina (M. reevesi; ca. 41 cm di altezza al garrese e 11 kg di peso). Il colore del mantello è simile a quello di M. reevesi, seppure con toni più rossastri, ma per gli altri aspetti morfologici somiglia molto di più a M. vaginalis.

## Distribuzione e habitat
Sembra che l'areale di questa specie sia ristretto alle foreste pluviali tropicali montane del Laos: l'olotipo venne catturato in una località posta a 31°30' N e 102°00' E. Più recentemente è stato osservato sui Monti Annamiti, nel nord del Laos, a 19°49' N e 103°45' E, e, in cattività, a Lak Sao, sempre nel nord del Paese, a 18°20' N e 106°00' E.

## Biologia
Le abitudini del muntjak di Roosevelt sono sconosciute, ma probabilmente, come tutti gli altri muntjak, è solitario e territoriale.